# Ремень, Мария Витальевна
Мария Витальевна Ремень (укр. Марія Віталіївна Рємєнь; род. 2 августа 1987 года в Макеевке) — украинская бегунья. Бронзовый призёр Олимпийских игр 2012 года, участница Олимпийских игр 2016 года в Рио-де-Жанейро. 2-кратная чемпионка Европы (2010, 2012), Заслуженный мастер спорта Украины (2011).

## Биография
Начала спортивную карьеру в ДЮСШ СК «Зарево» г. Макеевка в 1999 году. Первый тренер — Кушнир Татьяна Сергеевна. Представляла Макеевку, Запорожье, ШВСМ, спортивное общество Вооруженных сил Украины, СК «Металлург» комбината «Запорожсталь». Закончила Славянский государственный педагогический университет.
Тренеры — Аллянов В. М., Рурак М. И., Рурак К. М.
Чемпионка Украины 2009 и 2010 годов в беге на 200 м.
На чемпионате Европы 2010 стала победительницей эстафеты 4×100 м (вместе с Елизаветой Брызгиной, Натальей Погребняк и Олесей Повх).
Участница Олимпийских игр 2012 года:
- На эстафете 4×100 м команда в составе Марии Ремень, Елизаветы Брызгиной, Христины Стуй и Олеси Повх завоевала бронзу.
- На дистанции 200 метров в полуфинале Мария Ремень заняла четвёртое место и не прошла в финал[7].

В 2013 году стала победительницей этапа Бриллиантовой лиги Athletissima в Лозанне в беге на 200 м.
В 2013 году Мария стала единственной светлокожей бегуньей, которой удалось пробиться в финал 200-метровки на московском чемпионате мира
Участница Олимпийских игр 2016 года в Рио-де-Жанейро. В финале эстафеты 4×100 м команда, в составе Олеси Повх, Натальи Погребняк, Марии Ремень и Елизаветы Брызгиной заняла шестое место, показав результат 42,36 с., лучший в сезоне.

## Личные рекорды
| Дата           | Открытая\Закрытая площадка | Событие | Город                  | Время (с) |
| -------------- | -------------------------- | ------- | ---------------------- | --------- |
| 5 июня 2013    | на открытом воздухе        | 100 м   | Ялта                   | 11.06     |
| 6 августа 2012 | на открытом воздухе        | 200 м   | Лондон, Великобритания | 22.58     |

## Награды
- Орден княгини Ольги III ст. (2012)[12]
- Орден «За заслуги» III степени (2013)[13]

## Допинг
В 2014 году Мария Ремень дисквалифицирована на два года за нарушение антидопинговых правил. Положительная допинг-проба была взята 10 января 2014 года. В организме спортсменки обнаружен препарат метандиенон, помогающий увеличивать мышечную массу. Дисквалификация была установлена до 2 марта 2016 года.